# Ana Ibáñez Llorente
Ana Ibáñez Llorente (Haro, La Rioja, Espanya, 1981) és una periodista i presentadora de televisió espanyola.

## Biografia
És llicenciada en Comunicació Audiovisual per la Universitat de Navarra i Màster en Periodisme de Televisió per la Universitat Rey Juan Carlos de Madrid. Va començar la seva carrera periodística l'any 2000 com a locutora de ràdio passant per diversos mitjans de comunicació: Net21 Radio a Pamplona, Cadena Ser, Radio Euskadi a Bilbao, Radio Navarra – COPE i Cadena 100.
Al desembre de l'any 2006 va entrar a formar part de la plantilla del Canal 24 horas de TVE. En 2008 es va fer càrrec del programa d'entrevistes A fondo, abans d'entrar a formar part de l'equip dels serveis informatius de TVE. Va presentar l'informatiu de matinada (de 3 a 7:00 hores) fins a agost de 2009 i després copresentà el programa La noche en 24 horas en l'etapa de Vicente Vallés, des de setembre de 2009 fins a abril de 2010.
A partir del 17 de maig fins al 2 de juliol de 2010 va presentar La tarde en 24 horas, al costat d'Elena S. Sánchez. Des del 13 setembre de 2010 fins al 26 agost de 2011 copresentà La tarde en 24 horas. En 2011 va presentar breument el programa España en 24 horas. A partir del 12 de setembre de 2011 fins al 17 agost de 2012 va presentar La mañana en 24 horas, al costat d'Ángeles Bravo.
Des del 17 de setembre de 2012 fins al 12 de juliol de 2013 va presentar La noche en 24 horas, espai en el que seu marge de maniobra és bastant ampli i pot desembolicar-se més lliurement. Al juliol 2013 es fan públic canvis en TVE, després dels quals Ana Ibáñez passaria de tornada a formar part de La mañana en 24 horas fins a agost de 2014.
Entre setembre de 2013 i juny de 2015 va presentar el programa Conversatorios, entrevistant a personatges llatinoamericans de reconegut prestigi en els salons de Casa de América.
Al juliol de 2014 es van anunciar novament canvis a TVE, després dels quals va passar a presentar el Telenoticias Matinal des del 8 de setembre del mateix any, juntament amb Diego Losada.